# Rzegocin (Wielopole Skrzyńskie)
Rzegocin, dawn. Żegoczyn – część wsi Wielopole Skrzyńskie w Polsce, położona w województwie podkarpackim, w powiecie ropczycko-sędziszowskim, w gminie Wielopole Skrzyńskie. Leży na zachód od centrum Wielopola, w dwóch skupliskach po obu stronach Wielopolki – Rzegocin-Północ i Rzegocin-Południe.
Dawniej samodzielna wieś i gmina jednostkowa w powiecie ropczyckim, od 1920 w województwie krakowskim. W 1921 roku liczył 581 mieszkańców.
10 kwietnia 1926 do Rzegocina włączono Sośnice.
1 kwietnia 1930 Rzegocin włączono do Wielopola Skrzyńskiego.